# Nicole Whippy
Nicole Whippy (* 23. September 1979 in Suva, Fidschi) ist eine neuseeländische Schauspielerin, Filmregisseurin und Drehbuchautorin. Einem breiten Publikum wurde sie durch ihre Rolle in der Fernsehserie Shortland Street bekannt.

## Leben
Die Geburtsdaten zu Whippy sind widersprüchlich: So werden unter anderem die Jahre 1977 und 1978 als Geburtsjahr angegeben und Wellington oder Suva, die Hauptstadt Fidschis, als Geburtsort. Ihre Mutter arbeitete als Krankenschwester für psychische Gesundheit in der Schwangerschaft. Ihr Vater arbeitete als Schlosser und Dreher und gab den Anlass, nach Auckland zu ziehen. Ihre Mutter stammte von der Insel Vanua Balavu, ihr Vater aus der Ortschaft Savusavu. Sie ist mit Tom Holden verheiratet und Mutter von zwei Kindern.
Whippy gab 1998 im Kurzfilm The Narcissist ihr Filmschauspieldebüt. Von 1999 bis 2000 stellte sie in insgesamt 46 Episoden der Fernsehserie Jackson’s Wharf die Rolle der Larissa Enari dar. Im Fernsehfilm Die vergessene Welt spielte sie die Kriegerin Maree. Nach wiederkehrenden Rollen zu Beginn des 21. Jahrhunderts in den Fernsehserien Being Eve, The Strip und Mercy Peak stellte sie von 2005 bis 2010 in 85 Episoden der Fernsehserie Outrageous Fortune die Rolle der Kasey Mason dar. Von 2006 bis 2008 war sie zusätzlich in der Fernsehserie Orange Roughies als Donna Wiki zu sehen. Zwischen 2011 und 2014 stellte sie in 31 Episoden der Fernsehserie Nothing Trivial die Rolle der Michelle Hardcastle dar. Von 2019 bis 2023 spielte sie die Rolle der Cece King in der Fernsehserie Shortland Street in insgesamt 683 Episoden.
Sie fungierte als Regisseurin und Drehbuchautorin für den Film Vai, der am 8. Februar 2019 auf dem Berlin International Film Festival und am 14. Juni 2019 auf dem Sydney Film Festival gezeigt wurde.

## Filmografie (Auswahl)

### Schauspiel
- 1998: The Narcissist (Kurzfilm)
- 1999: Xena – Die Kriegerprinzessin (Xena: Warrior Princess, Fernsehserie, Episode 4x20)
- 1999–2000: Jackson’s Wharf (Fernsehserie, 46 Episoden)
- 2000: Vertical Limit
- 2001: Die vergessene Welt (The Lost World, Fernsehfilm)
- 2002: Being Eve (Fernsehserie, 3 Episoden)
- 2002–2003: The Strip (Fernsehserie, 7 Episoden)
- 2003: Mercy Peak (Fernsehserie, 3 Episoden)
- 2005–2010: Outrageous Fortune (Fernsehserie, 85 Episoden)
- 2006–2008: Orange Roughies (Fernsehserie, 17 Episoden)
- 2010: The Box (Kurzfilm)
- 2011–2014: Nothing Trivial (Fernsehserie, 31 Episoden)
- 2017: Auckward Love (Fernsehserie, 7 Episoden)
- 2018: Westside (Fernsehserie, Episode 4x02)
- 2019: The Other Side of Heaven 2: Fire of Faith
- 2019: The Feijoa Club (Fernsehserie)
- 2019: The Social (Kurzfilm)
- 2019–2023: Shortland Street (Fernsehserie, 683 Episoden)
- 2024: My Life Is Murder (Fernsehserie, Episode 4x06)
- 2024: Madam (Fernsehserie, Episode 1x05)
- 2024: Tina (Tinâ)

### Filmschaffende
- 2019: Vai (Regie, Drehbuch)
- 2019: The Feijoa Club (Fernsehserie; Regie)